# Laurent Binet
Laurent Binet (París, 19 de juliol de 1972) és un escriptor francès.

## Biografia
Fill d'un historiador, Laurent Binet va néixer a París. Es va graduar en literatura a la Universitat de París. Ensenya francès a un institut i a la Universitat de Saint-Denis.
Binet va guanyar el Premi Goncourt a la primera novel·la per HHhH, que explica l'Operació Antropoide, que va acabar amb l'assassinat del líder nazi Reinhard Heydrich el 1942. El títol és l'acrònim de Himmlers Hirn heisst Heydrich, és a dir, «el cervell de Himmler es diu Heydric»'. El 2017 es va estrenar el film homònim (doblat al català amb el títol L'home del cor de ferro) dirigit per Cédric Jimenez.
L'agost del 2012 Binet va publicar Rien ne se passe comme prévu (Res no va passar com s'havia previst), una crònica de la campanya presidencial de François Hollande, que Binet va presenciar com a periodista dins el personal de campanya. Aquest llibre no va obtenir el mateix èxit que l'anterior.
El 2015 publica La Septième Fonction du langage, una novel·la sobre un complot imaginari entorn de la mort de Roland Barthes, que va obtenir el premi de novel·la Fnac i el premi Interallié.
El 2019 publica Civilisations, la història de la conquesta d'Europa per part dels inques d'Amèrica després del fracàs de la incursió de Cristòfol Colom al nou continent, que és vençut i anihilat pels indis americans. Atahualpa, aprofitant les naus espanyoles que pren a l'expedició de Colón, entra a Europa per Lisboa poc després d'un gran terratrèmol i s'instal·la en un convent de frares que anomenen els closca-pelats. Es tracta d'una novel·la amb la «història de la Conquesta d'Amèrica al revés», com la que va fer amb el mateix tema Avel·lí Artís-Gener (Tísner) amb Paraules d'Opòton el Vell el 1968, una influent novel·la de ficció històrica.
El 2023 va publicar a França Perspective(s), una altra novel·la de ficció històrica basada en un suposat assassinat del pintor manierista florentí Pontormo. Miquel Àngel i Vasari són alguns dels personatges principals implicats en la trama, desenvolupada en forma epistolar a diverses bandes. Va ser traduït al català per Mia Tarradas i publicat el 2024 per Edicions de 1984 amb el títol Perspectives.

## Obres
- Forces et faiblesses de nos muqueuses (Le Manuscrit, 2000)
- La Vie professionnelle de Laurent B. (Little Big Man, 2004)
- HHhH (Grasset, 2010). Premi Goncourt a la primera novel·la 2010; Premi dels lectors de Livre de poche 2011 Traduït al català per Anna-Maria Corredor i publicat el 2011 per Edicions de 1984.[7] Edició de butxaca: Edicions de 1984, 2018.
- Rien ne se passe comme prévu (2012).
- La Septième Fonction du langage (Grasset, 2015). Premi de novel·la Fnac i premi Interallié 2015. Traduït al català per Josep Alemany com La setena funció del llenguatge i publicat el 2016 per Edicions de 1984.[8]
- Civilisations (Grasset, 2019). Gran Premi de novel·la de l'Acadèmia Francesa,[9] Premi Sidewise 2021. Traduït al català per Mia Tarradas com Civilitzacions, i publicat el 2020 per Edicions de 1984.[10]
- Dictionnaire amoureux du tennis (Plon, 2020). Escrit amb Antoine Benneteau.
- Perspective(s) (2023). Traduït al català per Mia Tarradas com Perspectives, i publicat el 2024 per Edicions de 1984.[6]